# Spårryttare
Spårryttare är tillverkade av fjädrande material, vanligtvis fjäderstål, men finns också i plast (polypropen).
Spårryttaren förhindrar att kullager, brickor, hjul eller andra delar rör sig i sidled på axlar eller rör.
Spårryttaren monteras fast på axeln i ett svarvat spår och liknar en bricka, men har en öppning något mindre än diametern på spåret, för att stanna kvar. Det finns spårryttare från några mm upp till en meter och de används överallt i tillverkningsindustrin för att hålla fast detaljer på axlar och rör. För större spårryttare behövs speciellt verktyg.
Spårringar har samma användning som spårryttare, men sluter mer runt axeln och kan både användas för montering på och inne i rör.